# Rudy Demotte

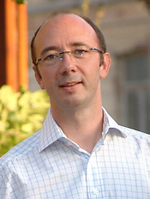
Rudy Demotte (2008)

Rudy Demotte (* 3. Juni 1963 in Ronse) ist ein belgischer Politiker der Parti Socialiste (PS). Auf föderaler Ebene war er Wirtschafts- und Wissenschaftsminister und später Gesundheits- und Sozialminister. Er war von 2007 bis 2014 Ministerpräsident der Wallonischen Region und bekleidet seit 2008 das Amt des Ministerpräsidenten der Französischen Gemeinschaft.

## Leben
Demotte stammt aus schlichten Verhältnissen und ist Sohn eines wallonischen Vaters und einer flämischen Mutter. Er wuchs in der wallonischen Gemeinde Flobecq und im flämischen Brakel auf. Er ist deshalb auch des Niederländischen mächtig.
Er studierte Politikwissenschaft und internationale Beziehungen an der Université Libre de Bruxelles (ULB). Er erhielt 1986 sein Diplom mit einer Arbeit über die Geschichte der Belgischen Arbeiterpartei (fr. Parti Ouvrier Belge, nl. Belgische Werkliedenpartij) in West-Hennegau.
Demotte machte Karriere innerhalb der PS. Er war ab 1985 Sekretär der Jungsozialisten und ab 1986 bis 1992 deren Präsident. Von 1988 bis 1990 arbeitete er im Kabinett von Philippe Busquin. Er bekleidete in den 90er Jahren diverse Funktionen innerhalb der sozialistischen Föderation von Ath-Tournai-Mouscron (West-Hennegau). Er ist seitdem einer der wichtigsten sozialistischen Politiker Belgiens.
Im Jahr 2010 wurde Demotte zum Vorsitzenden der Lokalsektion der PS in Tournai gewählt. Zu diesem Anlass kündigte er an, bei den Kommunalwahlen von 2012 um das Amt des Bürgermeisters von Tournai kämpfen zu wollen.
Nach den Wahlen vom 25. Mai 2014 beschloss die PS, die Führung der Regierungen der Wallonischen Region und der Französischen Gemeinschaft (Föderation Wallonie-Brüssel) zwei verschiedenen Personen anzuvertrauen. Während Rudy Demotte erneut zum Ministerpräsidenten der Französischen Gemeinschaft gewählt wurde, löste ihn Paul Magnette (PS) als wallonischer Ministerpräsident ab.

## Übersicht der politischen Ämter
- 1994 – 2000: Mitglied des Gemeinderates in Flobecq
- 1995 – 1999: Mitglied der föderalen Abgeordnetenkammer
- 1999 – 2003: Mitglied des wallonischen Parlamentes (teilweise verhindert)
- 1999 – 2000: Föderaler Minister für Wirtschaft und wissenschaftliche Forschung in der Regierung Verhofstadt I
- 2000 – 2003: Finanz-, Kultur- und Sportminister der Französischen Gemeinschaft
- 2000 – heute: Bürgermeister von Flobecq (verhindert)
- 2003 – 2004: Mitglied der föderalen Abgeordnetenkammer (teilweise verhindert)
- 2003 – 2007: Föderaler Minister für Soziales und öffentliche Gesundheit in der Regierung Verhofstadt II
- 2004 – 2007: Mitglied des wallonischen Parlamentes (teilweise verhindert)
- 2007 – 2009: Mitglied der föderalen Abgeordnetenkammer (teilweise verhindert)
- 2007 – 2014: Ministerpräsident der Wallonischen Region
- 2008 – heute: Ministerpräsident der Französischen Gemeinschaft
- 2009 – heute: Mitglied des wallonischen Parlamentes (teilweise verhindert)